# ラットパーク
ラットパーク（英語: Rat Park）とは、薬物の依存性を調査した研究の一環として用意された、ネズミの楽園である。サイモンフレーザー大学のカナダ人心理学者ブルース・K・アレクサンダー教授と彼の同僚によって、1970年代後半に実施され、1980年に発表された。

## 前提

### 自己注射実験

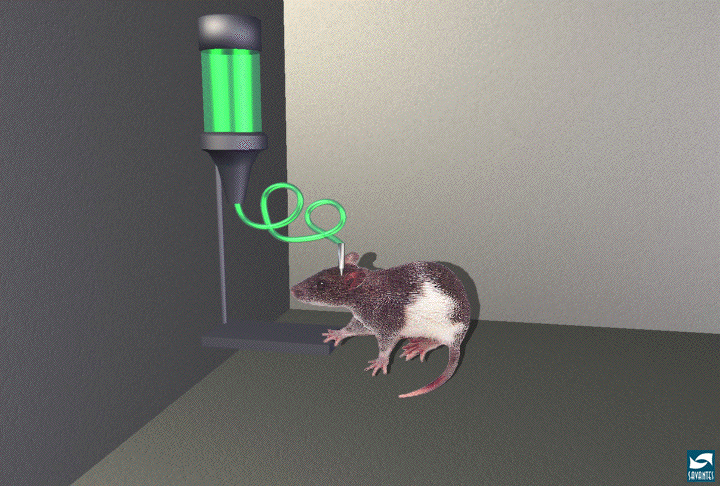
アメリカ国立衛生研究所の薬物乱用研究所が制作した、ラットの自己注射実験の図。レバーを押すと薬物が自分に注射される

麻薬には依存性がある。その理由は、19世紀には「意志の弱さ」などとも考えられたが、20世紀になると麻薬が脳の報酬系に作用するドーパミン経路の存在が明らかになり、麻薬の依存性は麻薬自体の科学的な構造によるものであるとされるようになった。それに関連して行われたのが、スタンフォード大学のアヴラム・ゴールドスタイン教授が1979年に行った「自己注射実験」と呼ばれるものである。
1匹の猿をケージに入れ、注射針を挿して固定し、ケージの中のレバーを押すと猿に挿された注射針からモルヒネが投与されるようにする。すると猿はモルヒネに依存性を示し、レバーを押して自分にモルヒネを注射するようになる。しかも規則的にレバーを押すタイミングを確立し、それを通常の活動よりも優先するようになる。これは猿だけではなく他の動物、例えばラットでも同様の依存性を示すとゴールドスタインは主張した。
この実験は、社会において麻薬が全く歯止めが無い状態で濫用された場合、人においても同様の問題が起こることを示唆するものである。

### 反論
しかしアレクサンダーによると、19世紀のイギリスでは医療用のアヘン剤がただの下痢や咳などの軽い病気にまで濫用されたにもかかわらず、依存症になった人は少ない。そこでアレクサンダーが立てた仮説によると、依存症の原因は「薬物自体の依存性ではなく、孤独やストレスなど周囲の環境によるもの」で、その苦痛を軽減するために人は麻薬に手を出すのだとしている。
この仮説が確かならば、ラットが麻薬に依存性を示すのも麻薬の依存性のせいではなく、金属製のケージに一匹で隔離されたことによるもので、ラットを苦痛のない環境に置いて同じ実験をすれば麻薬を用意しても依存性を示さないはずである。アレクサンダーはそれを証明するため、ラットにとって理想的な環境「ラットパーク」を用意した。

## ラットパーク実験
ラットを1匹だけ入れた普通の実験用ケージと、普通のケージの200倍の広さの中に十分な食料とホイールやボールなどの遊び場所とつがいのための場所などもある中に雌雄のラットを16-20匹入れた「ラットパーク」を用意した。それぞれ、普通の水とモルヒネ入りの水を用意し、モルヒネを混ぜた水は苦いので砂糖を混ぜて甘くした。
実験用ケージのラットは砂糖が少なくてもモルヒネ入りの水を好んで飲むようになった。ラットパークのラットはどんなに砂糖を入れてもモルヒネ入りの水を嫌がった。実験用ケージではモルヒネに依存性を示すようになったラットも、ラットパークに移すと普通の水を飲むようになった。実験用ケージで長期間も強制的にモルヒネ入りの水を飲まされ中毒の状態になったラットは、ラットパークに移されるとけいれんなどの軽い離脱症状を見せたが、普通の水を飲むようになった。
この実験は、麻薬依存症の原因は麻薬の依存性よりも環境であることを示唆するものであった。

## 結果
アレクサンダーの研究は大手論文誌であるネイチャー誌とサイエンス誌には掲載を拒否されたため、サイコファーマコロジー誌というあまり有名でない論文誌に1980年に発表された。麻薬の依存性を否定する研究であったため、当時かなり批判を浴びたが、2000年代以降は支持する者が増え、引用件数が多くなっている。
彼が2001年に、カナダ上院に報告したところによると、従来の金属のケージに閉じこめられ、自己注射の装置に繋がれたラットを使った実験は、”薬物によってストレスを和らげようとする事は、多大なストレスを受けている動物にとっての唯一の手段であり、人間も同じように行動する”ことを示しているとしている。

## 追試と批判
ラットパーク実験は発表された結果がセンセーショナルなものであった為、後に多くの研究者によって追試が行われたが、様々な異なる結果が得られた事から、同意と共に多くの批判にも晒される事になった。
アレクサンダーに師事した大学院生であるブルース・ペトリーが1996年に行った追試では、実験環境を複製 (統計)したにもかかわらずアレクサンダーの研究結果を再現できなかったばかりでなく、ケージに入れられたラットとパークに入れられたラットの双方がモルヒネに対する好みが低下している傾向が発見された。ペトリーはアレクサンダーが実験した当時のラットが遺伝的理由によりモルヒネに対して興味を示さなかった可能性(潜在的な交絡)を示唆した。
別の研究では、社会的孤立はヘロインの自己投与のレベルに影響を与える可能性を排除こそしなかったものの、孤立そのものはヘロインまたはコカインの注射を強化するための必須要件ではない事が結論づけられた。
投与薬物をコカインに変更した幾つかの追試では、パークの環境がラットのコカイン摂取行動そのものを完全に止める事はできなかったが、パーク内のラットはコカインの探索行動の頻度が低下する傾向が見られ、ラットをパークから外に出すとコカイン依存症に対する脆弱性が増加する傾向は確認された。また、ラットが若年のうちにパークのような複雑な外的刺激が得られる環境に置かれる事で脳の報酬系に劇的な変化が生じ、コカインの効果自体が低下したという結果も得られ、マウスの行動の環境による強化が改めて確認される事となった。
これらの研究の結果は、ラットパーク実験の結果を再現するには至らなかったが、実験動物の飼育に使用される標準的な小さなケージ環境が、実験動物の行動や生物学に過度の影響を及ぼしているという可能性は示唆される事になった。この事実は、「健康状態を管理された実験動物は健康である」という生物医学研究の基本的な前提を揺るがすものであり、これらの実験動物によって成り立っている他の動物や人間の生物医学研究の条件や関連性の双方を危険に晒しかねないものとなっている。
ラットパーク実験は、元々の実験に存在する幾つかの方法論上の問題の為、完全に元の状態を再現する事が非常に難しい実験となってしまっている。問題点としては使用されたラットの総数が少なすぎる事、「味付けや濃度を任意に変更する事が出来る」欠点を内包した経口モルヒネの使用等が挙げられるが、一部の研究者の間では「依存症に対する環境的および社会的豊かさとの関連性」の探求の為、ラットパーク実験の「概念的な複製実験」に引き続き興味が持たれている。

## 類似した事例
ベトナム戦争中の1971年、ロバート・H・スティール下院議員とモーガン・F・マーフィー下院議員は、ベトナム共和国(南ベトナム)に駐留するアメリカ軍を慰問した際に駐留兵の少なくとも1割以上がヘロインやアヘンを常習している実態を掴み、連名で報告書をリチャード・ニクソン大統領に提出した。南ベトナムでは市中で麻薬が容易に入手できる状況であった事も事態をより一層深刻なものとした。これを重く見たニクソンは、ジェローム・ジャッフェを最高責任者に薬物乱用防止特別行動局(Special Office for Drug Abuse Prevention、SAODAP)を設立し、ベトナム帰還兵に対する追跡調査及び薬物依存症治療に当たらせる体制を構築した。
同年、SAODAPの依頼を受けた社会科学者のリー・ロビンズは、13760名の帰還兵を母集団とした追跡調査を実施した。このうち出征前の薬物検査で陽性反応を示した約1400名をリストアップした上で495名を抽出し、それ以外の約12000名からも無作為に470名を抽出して、出征前後の行動調査を行ったところ、調査対象者の35%がベトナムにて何らかの形でヘロインを摂取した経験を持ち、うち20%が深刻な依存症に陥っていたが、ヘロイン使用経験者の90%以上は復員後は速やかにヘロインの使用を止めたという結果が得られた。
SAODAPはまた、ベトナム帰還兵全員に対して尿検査を強制的に実施し、陽性者は米軍施設にて薬物治療を終えるまでは米国領内への入国を拒否するゴールデンフロー作戦を発動したが、この作戦でも全帰還兵のうち陽性者は僅か4.5%に留まった。
ベトナム戦争におけるSAODAPの調査事例は、ラットパーク実験と共に「極度のストレスと社会的孤立が依存症をより強化する」という説の一例としてしばしば引用されるものとなっている。

## メディアによる引用
2015年、ジャーナリストのヨハン・ハリは、TED (カンファレンス)におけるプレゼンテーションにてラットパーク実験を引用したが、この時ハリは研究内容を誤って解釈し、生物学的基盤が中毒の原因ではなく、他者との健全な関係性の欠如(社会的孤立)が病因であると示唆し、後にこの結論を採り入れる形で麻薬戦争を批判する著書『Chasing the Scream』を出版するに至った。
YouTubeチャンネルのKurzgesagt - In a Nutshellは2015年、ハリの著書のラットパーク実験の記述や、SAODAPの調査事例(を元に著されたジェームス・クリアーの著書『Atomic Habits: An Easy & Proven Way to Build Good Habits & Break』の記述とみられる内容)を引用する形で動画「Addiction」を作成して公開し、1900万回以上の再生回数を記録したが、Kurzgesagtは2019年に難民危機を題材にした「Refugee crisis」共々「Addiction」の動画を削除し、2015年当時は製作に追われる中で情報源を適切に精査していなかった事実を認めた上で、依存症に関しては調査を全面的にやり直した上で新しい動画を作成し直すという声明を発表するに至った。